# Giovanni Acerbi
Giovanni Acerbi (Castel Goffredo, 14 novembre 1825 – Firenze, 4 settembre 1869) è stato un militare, patriota e politico italiano.

## Biografia
Nacque a Castel Goffredo da Giovanni Battista e Domenica Moneta.
Nipote dell'esploratore Giuseppe Acerbi, svolse fin dalla giovinezza un'intensa attività cospirativa. Fu arrestato per propaganda mazziniana nel 1847 a Pavia, dove frequentava la facoltà di giurisprudenza e tradotto a Milano nelle carceri di Santa Margherita sotto l'imputazione di alto tradimento. Liberato nel corso delle "Cinque Giornate" di Milano, durante le quali combatté sulle barricate, partecipò alla difesa di Venezia (1848-1849) e successivamente fu fra i cospiratori di Mantova (1850), essendone uno degli iniziali fondatori, se non addirittura il vero e proprio istitutore. Quando per sfuggire alla cattura dovette lasciare il Regno Lombardo-Veneto e riparare in Svizzera, era con don Enrico Tazzoli e Attilio Mori uno dei tre membri del Comitato Direttivo della cospirazione. Fu l'unico tra i congiurati condannati in contumacia a non essere mai amnistiato dall'Austria.
A Genova collaborò con Mazzini alla preparazione del moto milanese del
1853. Nel 1859 partecipò alla guerra d'indipendenza nel Corpo dei Cacciatori delle Alpi, capitanato da Giuseppe Garibaldi, col grado di Sottotenente e ne seguì le imprese. Nel 1860 fu uno dei Mille e assunse le funzioni, con Ippolito Nievo come vice, d'intendente generale della spedizione garibaldina; tale incarico gli venne rinnovato anche in occasione della Terza guerra d'indipendenza italiana (1866), a cui partecipò sempre a fianco a Garibaldi come Colonnello Comandante dell'Intendenza e del 2º Reggimento Volontari Italiani dopo la rimozione del Tenente Colonnello Pietro Spinazzi, e nella spedizione nell'agro romano dell'anno successivo.
Nel corso di quest'ultimo tentativo dei garibaldini di risolvere militarmente la Questione romana, nella notte tra il 28 e il 29 settembre 1867 fu al comando della colonna che diede inizio all'invasione dello Stato Pontificio. Proclamò la prodittatura in nome di Garibaldi a Torre Alfina, una frazione di Acquapendente, e occupò Viterbo dopo uno scontro con i soldati papalini, nel quale fu ferito in modo non grave.
Fu deputato, militando nelle schiere della sinistra, per il collegio di Lendinara nel periodo 1865-1867 e successivamente per quello di Gonzaga. Si trasferì quindi a Firenze allora capitale d'Italia e sede del Parlamento. Qui, a seguito di un incidente di carrozza che gli produsse una gangrena al piede, morì all'età di 43 anni. Fu tumulato al cimitero di Castel Goffredo e sulla sua tomba campeggia la scritta: 
Giovanni Acerbi

nato nel 1825 morto nel 1869

all’appello della patria

1848-49-52-59-60-66-67

rispondeva sempre

presente.»
Fece parte della Commissione istituita nel dicembre 1861, per redigere il primo elenco dei Mille che sbarcarono a Marsala l'11 maggio 1860. La Commissione era composta dai generali: Vincenzo Giordano Orsini, Francesco Stocco, Giovanni Acerbi, i colonnelli; Giuseppe Dezza, Guglielmo Cenni e Benedetto Cairoli, Giorgio Manin, i maggiori; Luigi Miceli e Antonio Della Palù, i maggiori; Giulio Emanuele De Cretsckmann, Francesco Raffaele Curzio e Davide Cesare Uziel, i capitani; Salvatore Calvino e Achille Argentino. La Commissione rilasciò delle autorizzazioni a fregiarsi della medaglia decretata dal Consiglio civico di Palermo il 21 giugno 1860 per gli sbarcati a Marsala. Un altro Giurì d'onore riesaminò i titoli dei componenti la spedizione e il Ministero della Guerra pubblicò un nuovo elenco dei Mille di Marsala, nel bollettino n.21, nell'anno 1864, in base al quale furono concesse le pensioni. Sulla base del secondo elenco fu redatto in modo definitivo il documento della Gazzetta ufficiale del Regno d'Italia del 12 novembre 1878.

## Posterità
Nel 1917 la Regia Marina varò il cacciatorpediniere Giovanni Acerbi, della classe Sirtori, poi distrutto da un bombardamento aereo britannico, sul porto di Massaua, il 4 aprile 1941.
Il 30 ottobre 1932 venne inaugurata e posta sulla facciata di palazzo Gonzaga-Acerbi a Castel Goffredo una lapide commemorativa in marmo bianco di Carrara, progettata dallo scultore Pasquale Miglioretti e realizzata dallo scultore cremonese Adamo Anselmi.
Nel 2011, in occasione del 150º anniversario dell'Unità d'Italia, Castel Goffredo gli ha dedicato un annullo filatelico speciale (N. 2200 dell'11.12.2011) e una cartolina commemorativa durante un convegno specializzato.

## Discendenza
Giovanni Acerbi sposò Angelica Secchi, dalla quale ebbe due figli:
- Mario (1864-65 - Castel Goffredo 16/5/1905);
- Emilio (Castel Goffredo 18/8/1868 - †1952), fu sindaco di Castel Goffredo dal 1905 al 1907; ebbe due figli Giovanni (1923-2012) e Renata (*1926), ultimi discendenti della famiglia.

## Galleria d'immagini

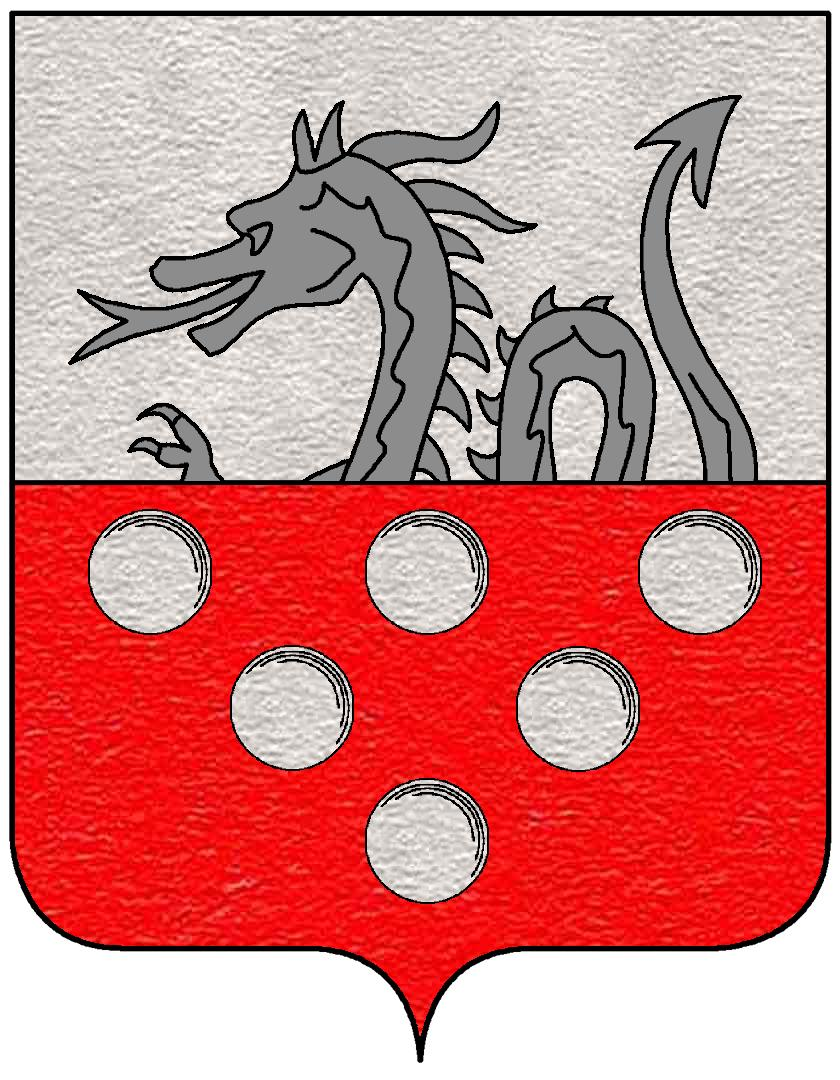
Stemma Acerbi
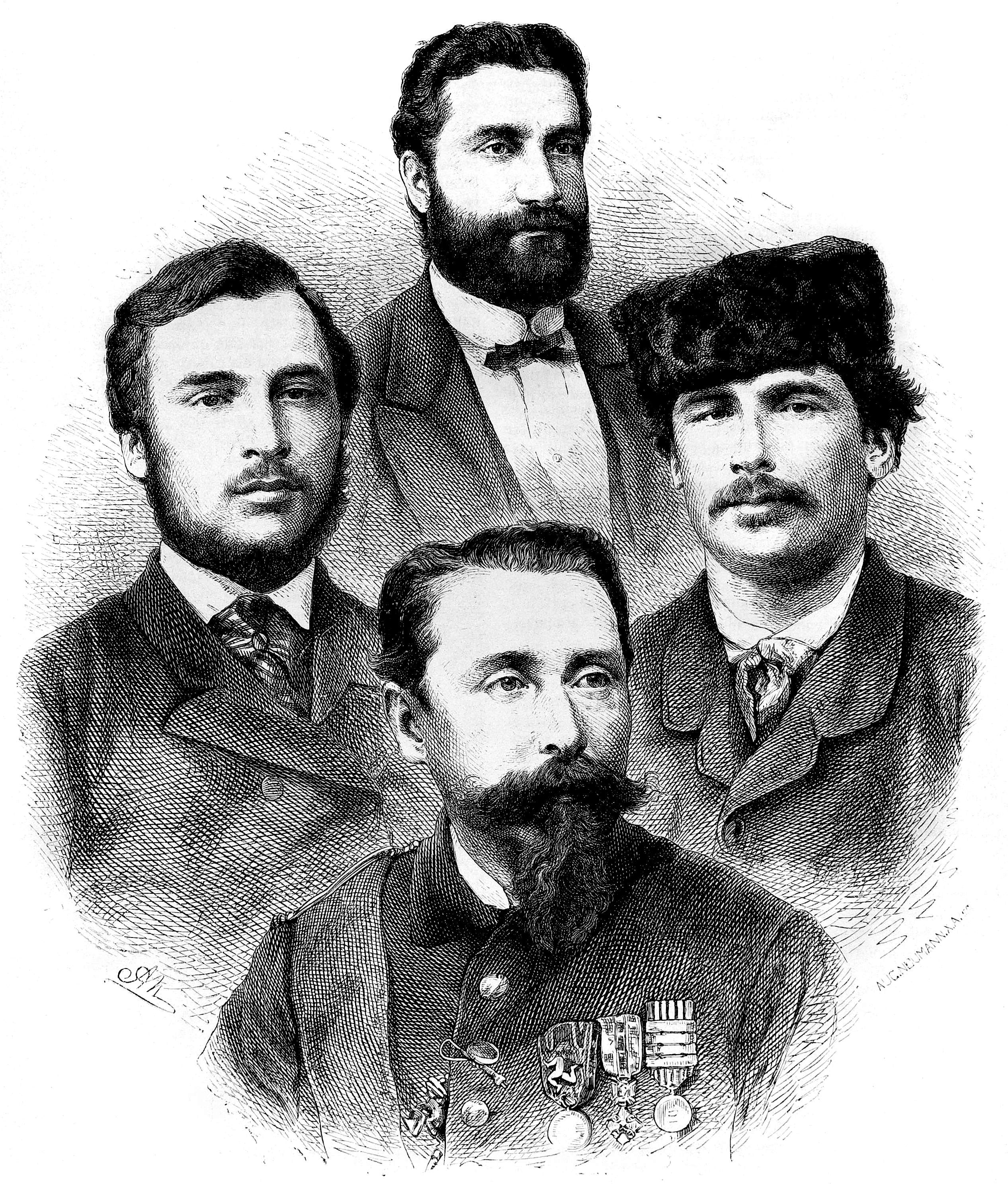
Ricciotti Garibaldi (a sinistra), Giovanni Nicotera (in alto), Menotti Garibaldi (a destra) e Giovanni Acerbi (in basso).
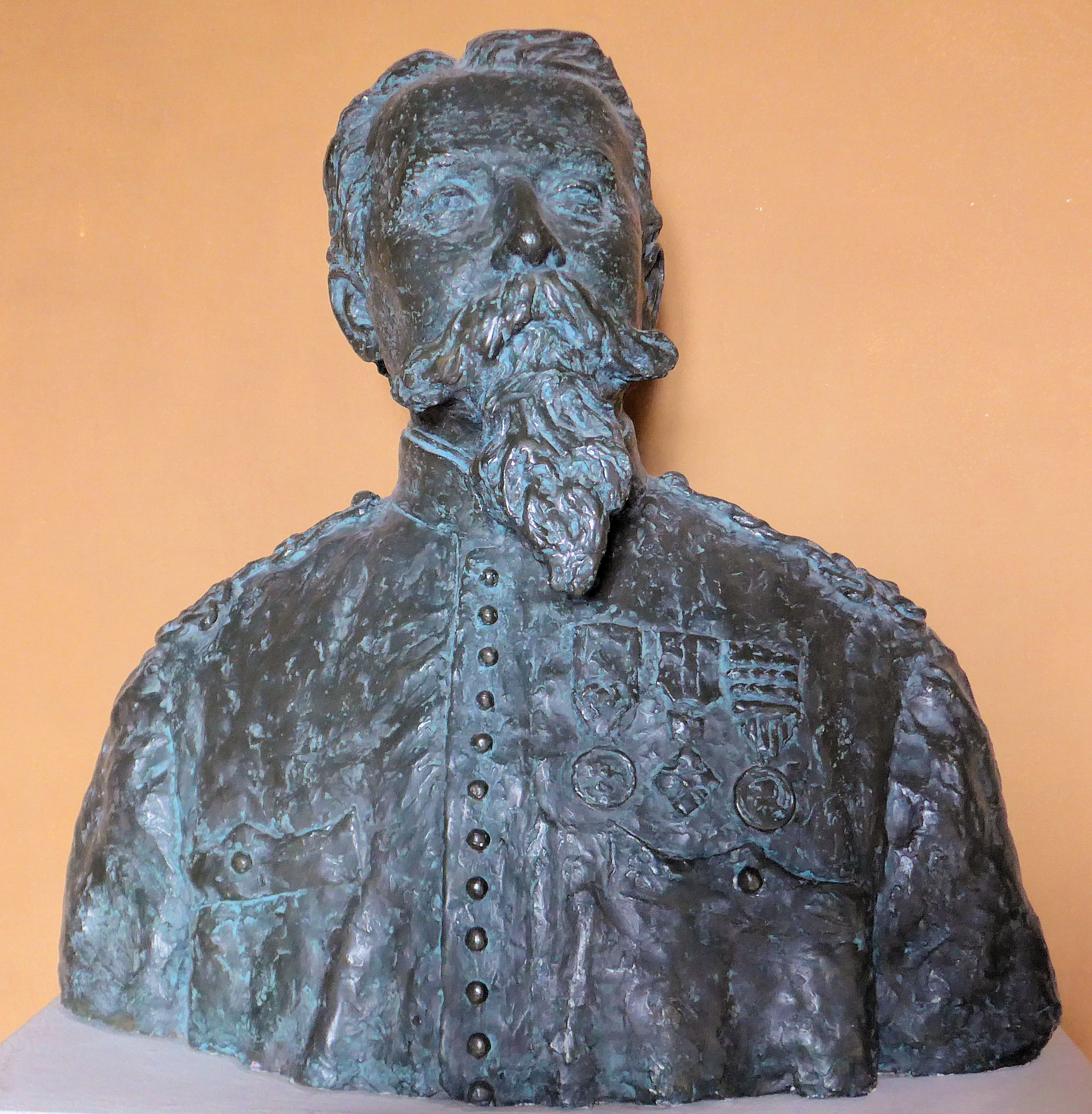
Vindizio Nodari Pesenti, Giovanni Acerbi, gesso patinato a bronzo, Civica raccolta d'arte Medole
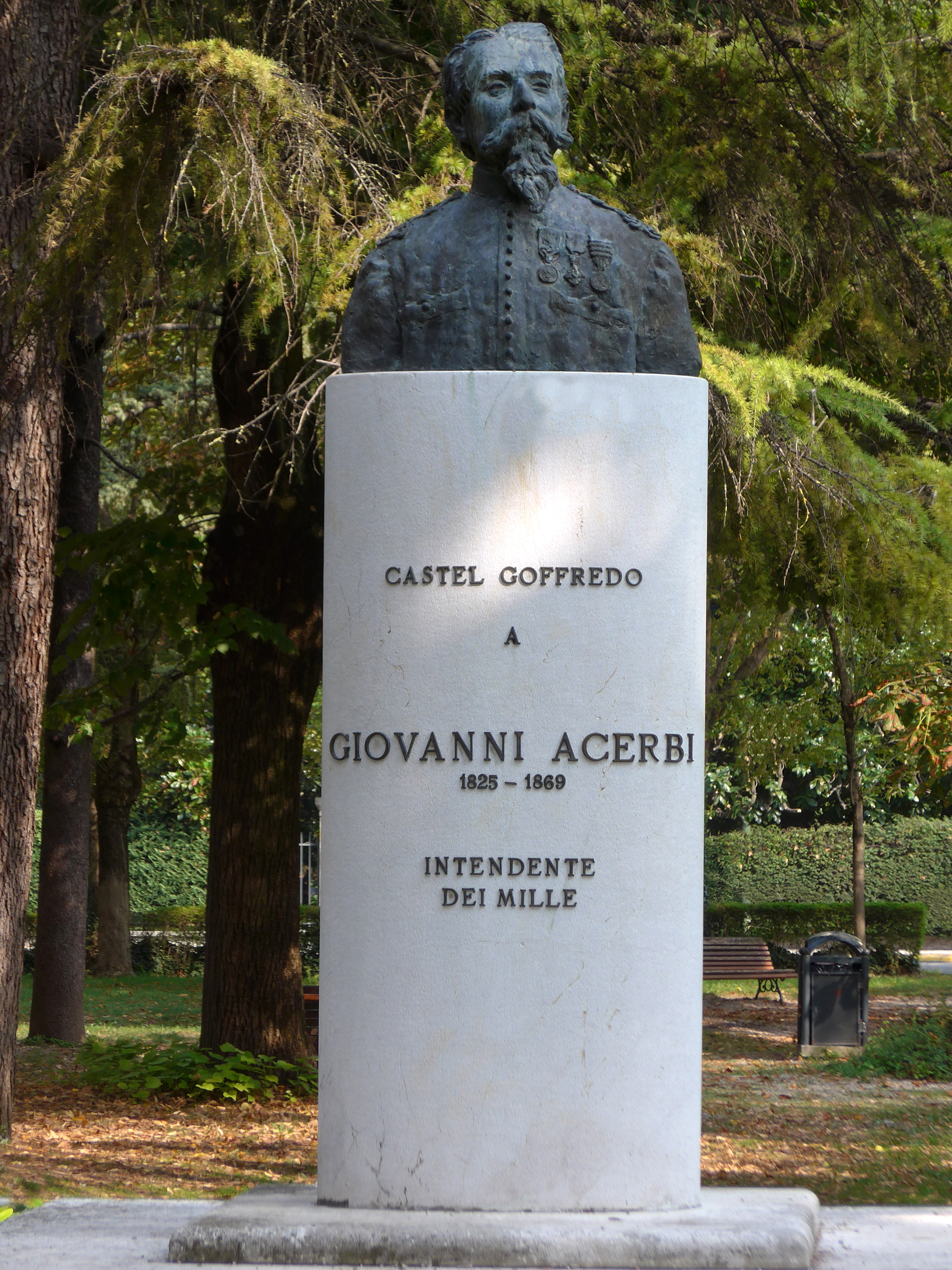
Castel Goffredo, monumento a Giovanni Acerbi
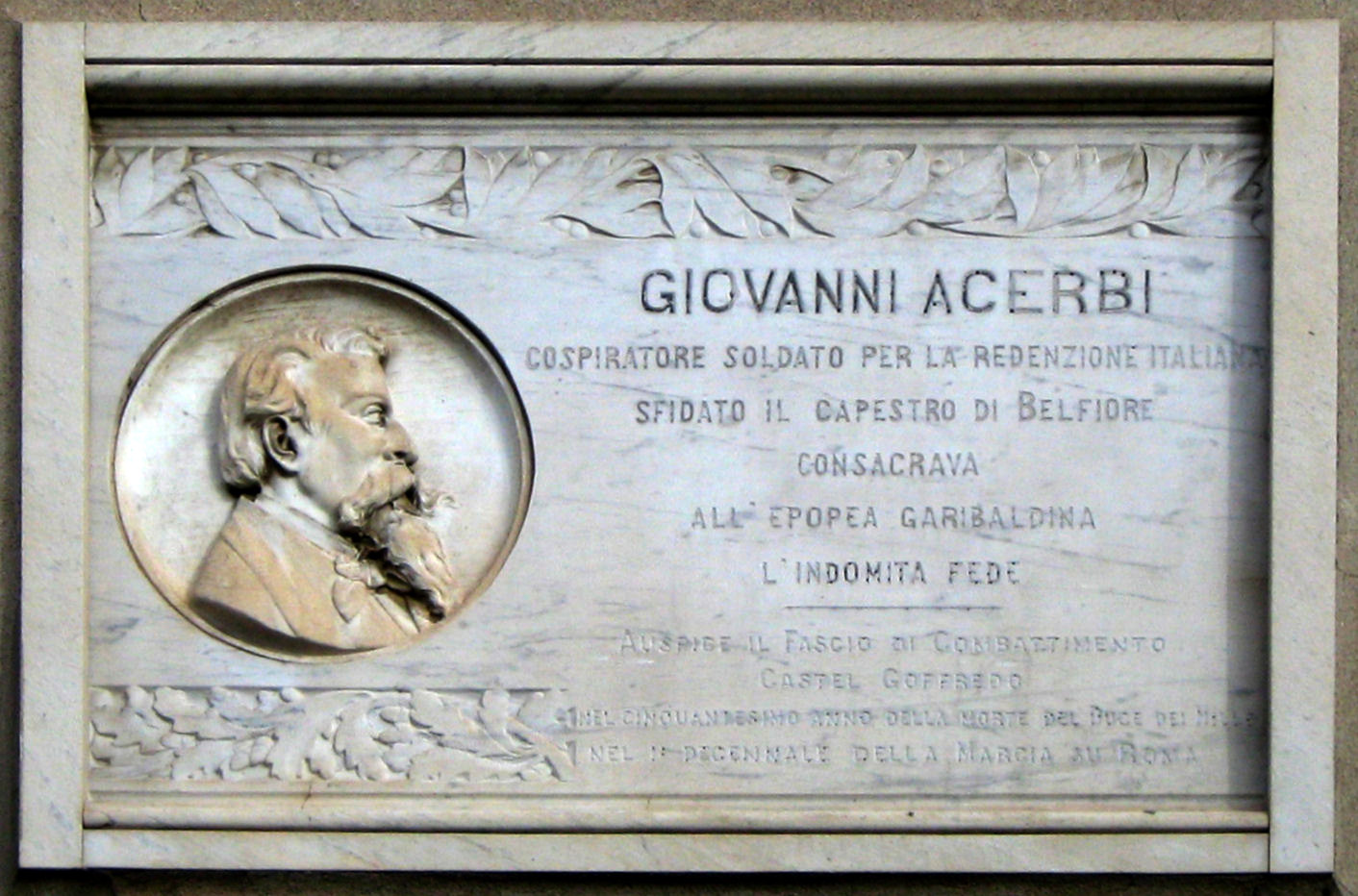
Castel Goffredo, lapide posta sulla facciata del Palazzo Gonzaga-Acerbi, opera di Pasquale Miglioretti
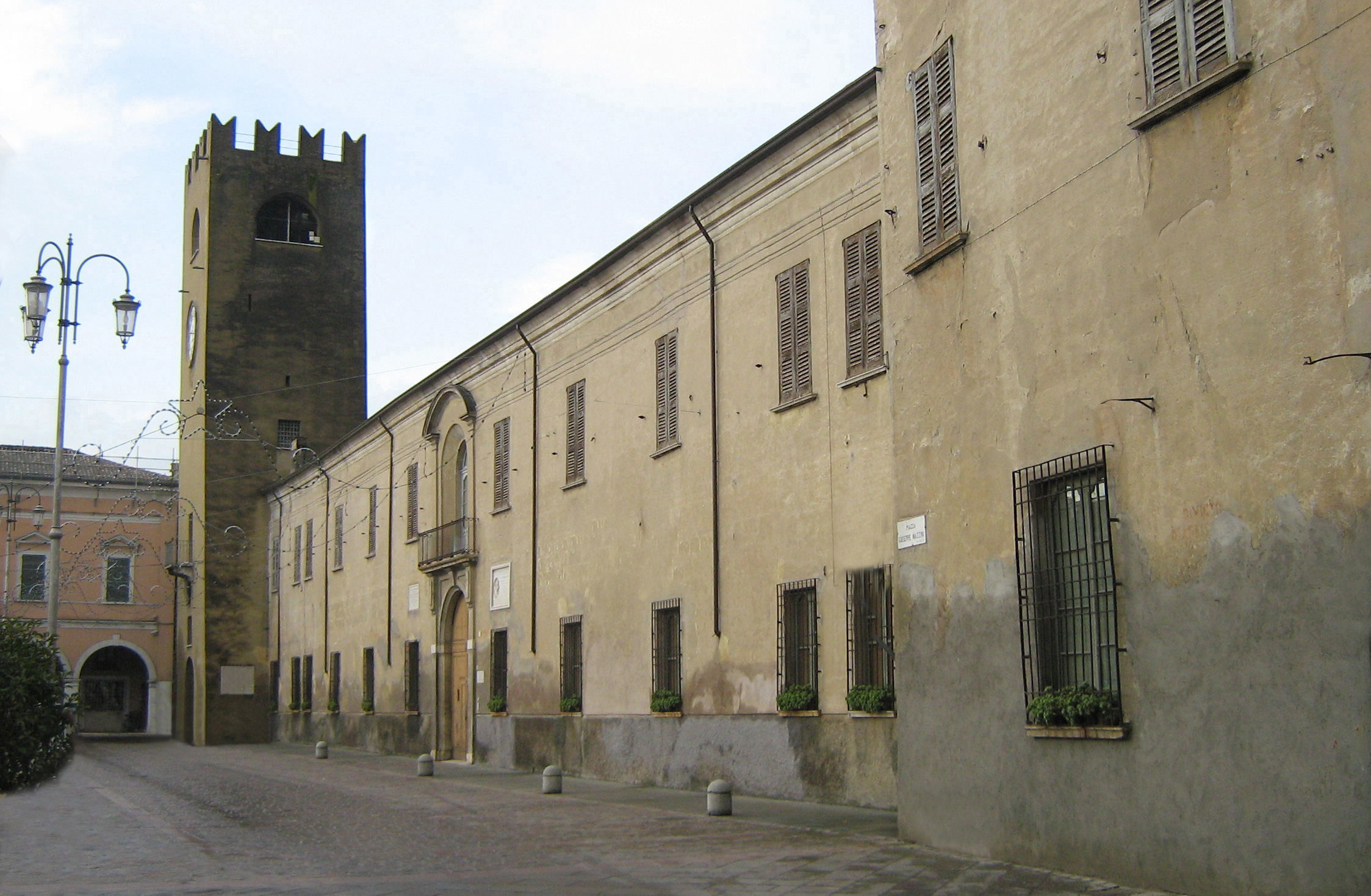
Castel Goffredo, Palazzo Gonzaga-Acerbi
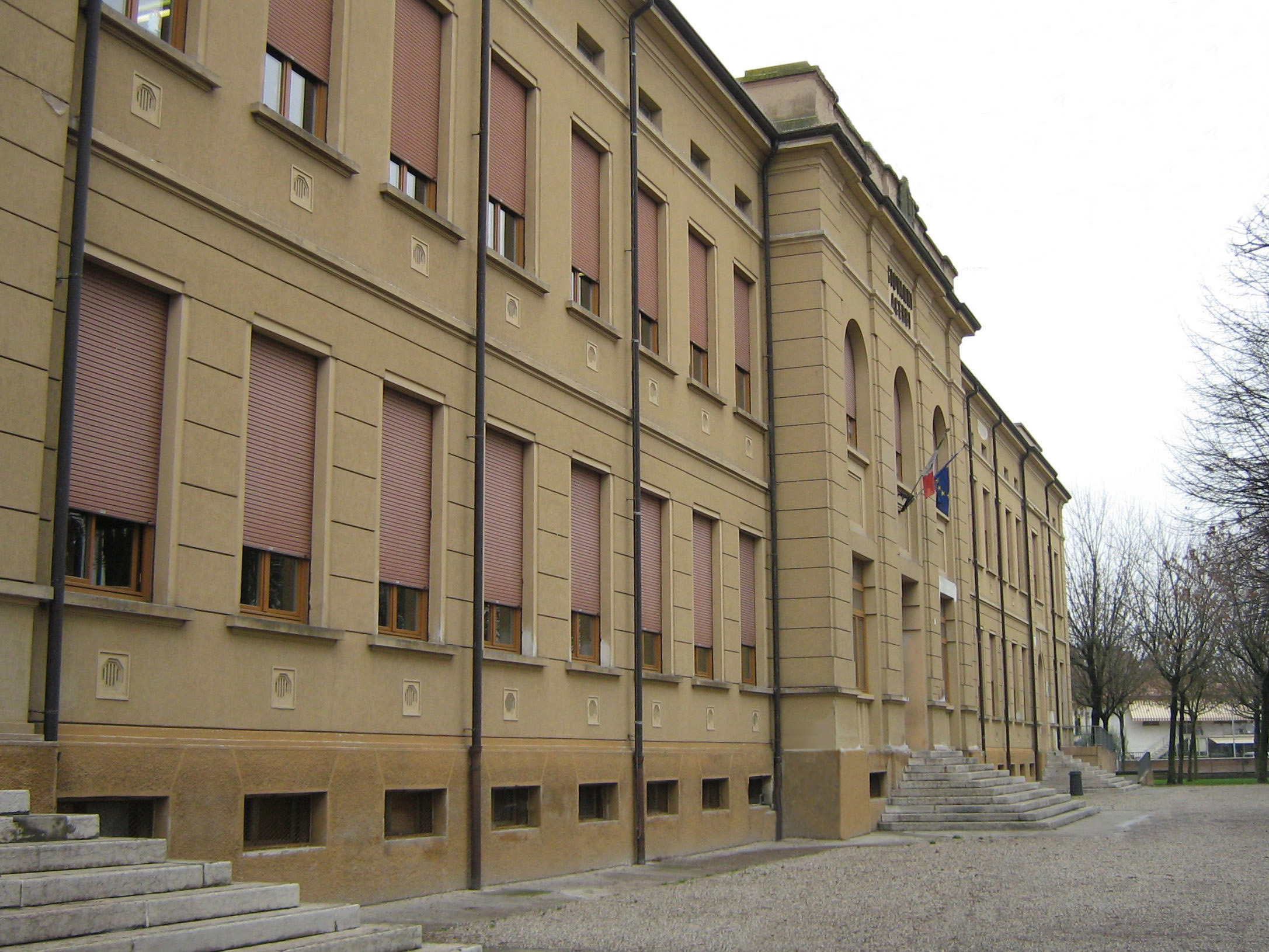
Castel Goffredo, scuole elementari Giovanni Acerbi